# FC Liefering
Fussballclub Liefering (normalt bare kendt som FC Liefering) er en østrigsk fodboldklub fra bydellen Grödig i Salzburg. Klubben spiller i 2. Liga, og har hjemmebane på Untersberg-Arena. Klubben blev grundlagt i 1947. FC Liefering er feeder klub for den østrigske topklub Red Bull Salzburg, og har 2019 lejet den unge Maurits Kjærgaard af Red Bull Salzburg efter de købte ham fra danske Lyngby Boldklub.